# Општина Шилиндија
Шилиндија (рум. Şilindia) општина је у Румунији у округу Арад.
Oпштина се налази на надморској висини од 167 m.